# John Browne (compositeur)
Pour les articles homonymes, voir John Browne (homonymie) et Browne.
John Browne (vers 1453 - vers 1500) est un compositeur anglais de la période Tudor. Malgré le niveau élevé de compétence démontré dans ses compositions, peu de ses œuvres survivent. L'intégralité de la musique de Browne qui nous est parvenue se trouve dans le Livre de chœur d'Eton dans lequel il est le contributeur le mieux représenté. Sa musique chorale se distingue par une notation innovante, de fausses relations et des lignes mélodiques exceptionnellement longues. Le musicologue Peter Phillips spécialiste de musique ancienne qualifie sa musique de « subtile, presque mystique » et « extrême par des moyens qui n'ont apparemment aucun parallèle, soit en Angleterre ou à l'étranger ».

## Éléments biographiques
On sait peu de choses de la vie de Browne. Un John Browne originaire de Coventry, dont on pense qu'il est le compositeur, est élu savant au collège d'Eton en juillet 1467. Il est décrit comme ayant eu 14 ans au moment de sa nomination, faisant de lui un contemporain un peu plus jeune que Walter Lambe qui était probablement à Eton pendant le mandat de Browne. On ne sait rien de plus sur la suite de sa carrière et sa mort.

## Musique
Toutes les compositions de Browne qui nous sont parvenues se trouvent dans les premiers folios du livre de chœur d'Eton datant d'entre 1490 et 1500. Selon l'index du livre de chœur, dix autres compositions de Browne ont été publiées ; cinq de ces compositions ont été perdues alors que deux subsistent sous forme fragmentaire.
La musique de Browne est remarquable pour sa distribution vocale variée et inhabituelle; chacune de ses œuvres subsistantes fait appel à une gamme unique de voix, sans que deux compositions partagent une même distribution. Un excellent exemple du penchant de Browne pour les groupements non orthodoxes est son antienne à six voix Stabat juxta, composée pour un chœur composé de quatre ténors et deux basses. Cette musique chorale indique souvent qu'il porte un intérêt attentif aux possibilités dramatiques du texte et à l'utilisation expressive de l'imitation et de la dissonance. Le Stabat juxta précité, en particulier, a été remarqué pour ses « accords denses, presque agrégés » et ses « brutales » fausses relations.

## Œuvres
- O Maria salvatoris mater
- Stabat mater dolorosa
- Stabat virgo mater Christi
- Stabat juxta Christi crucem
- O regina mundi clara
- Salve regina mater misericordiæ
- Salve regina mater misericordiæ
- Ave lux totius mundi (perdu)
- Gaude flore virginali (perdu)
- O mater venerabilis
- Stabat virgo mater Christi
- Extrait du Magnificat : Et exultavit spiritus meus (perdu)
- (Idem) Magnificat : Et exultavit spiritus meus
- (Id.) Magnificat : Et exultavit spiritus meus (perdu)
- (Id.) Magnificat : Et exultavit spiritus meus (perdu)
- Jesu, Mercy, How May This Be?